# جوسی راسپانی داندالو
جوسی راسپانی داندالو (ایتالیایی: Giusi Raspani Dandolo؛ ۲۳ اوت ۱۹۱۶ – ۱۴ ژانویه ۲۰۰۰) بازیگر اهل ایتالیا بود.
از فیلم‌ها یا مجموعه‌های تلویزیونی که وی در آن‌ها نقش داشته‌است، می‌توان به دو قلب، یک نیایشگاه، ریتا پشه، دوشیزه‌ای برای شاهزاده و آموزگار جایگزین اشاره نمود.